# Міністерство національної безпеки США
Міністерство національної безпеки США, Департамент внутрішньої безпеки (англ. Department of Homeland Security, DHS) — один з виконавчих департаментів Федерального уряду США, створений 25 листопада 2002 року.
До складу DHS входять: Служба громадянства та імміграції США (англ. United States Citizenship and Immigration Services, USCIS), Секретна служба (з 2003), берегова охорона та прикордонно-митна служба.